# Xavier Samuel
Xavier Samuel, född 10 december 1983 i Hamilton i Victoria, är en australisk skådespelare.

## Filmografi (i urval)
- 2009 – The Loved Ones
- 2010 – The Twilight Saga: Eclipse
- 2011 – Anonym
- 2013 – Perfect Mothers
- 2015 – Frankenstein
- 2016 – Love & Friendship
- 2016 – Mr. Church
- 2022 – Elvis
- 2022 – Blonde